# Щугор
Щугор (Щугер, Щугир) (на руски: Щугор, Щугер, Щугыр) е река в Република Коми на Русия, десен приток на Печора с дължина 300 km и площ на водосборния басейн 9660 km².
Река Щугор води началото си от западния склон на Северен Урал на 759 m н.в. в източната част на Република Коми. По цялото си протежение реката 5 пъти почти под прав ъгъл сменя посоката на течението си. Първите 100 km тече на север в широка, коритообразна планинска долина. След това завива на запад, като в дълбока проломна долина заобикаля от север планинския масив Терпосиз (1617 m, западно разклонение на Северен Урал). После Щугор завива на север, а след това на запад, като преодолява крайните западни, стъпаловидни склонове (т.н. „Парма“) на Северен Урал, като от извора дотук течението на реката е съпроводено от множество прагове и бързеи. След излизането си от планинските местности реката завива на юг, а след това отново на запад и тече през източната част на Печорската низина, като течението ѝ се успокоява и става типична равнинна река. Влива се отдясно в река Печора, при нейния 1037-ми km, на 58 m н.в., срещу село Уст Щугор. Основни притоци: леви – Телпос (75 km); десни – Мали Паток (73 km), Болшой Паток (121 km). Има смесено подхранване с преобладаване на дъждовното и снежното с ясно изразено пълноводие от май до юли. Често явление през есента са внезапните прииждания на реката в резултат на поройни дъждове във водосборния ѝ басейн. Среден годишен отток 30 km от устието, 252 m³/s. Заледява се в края на октомври или през ноември, а се размразява през май или началото на юни. Цялото горно и средно течение на Щугор попада в националния парк „Югид-Ва“. По цялото протежение на реката няма нито едно постоянно населено място. Срещу устието ѝ, на левия бряг на Печора е разположено село Уст Щугор.